# Диртутьмагний
Диртутьмагний — бинарное неорганическое соединение, интерметаллид
магния и ртути
с формулой MgHg2,
кристаллы.

## Получение
- Сплавление стехиометрических количеств чистых веществ:

{\displaystyle {\mathsf {Mg+2Hg\ {\xrightarrow {170^{o}C}}\ MgHg_{2}}}}

## Физические свойства
Диртутьмагний образует кристаллы
тетрагональной сингонии,
пространственная группа I 4/mmm,
параметры ячейки a = 0,3838 нм, c = 0,8799 нм, Z = 2,
структура типа дисилицида молибдена MoSi2
.
Соединение образуется по перитектической реакции при температуре 170 °C .
В соединении происходит переход в сверхпроводящее состояние при температуре 0,16÷4 К .